# Buissenal

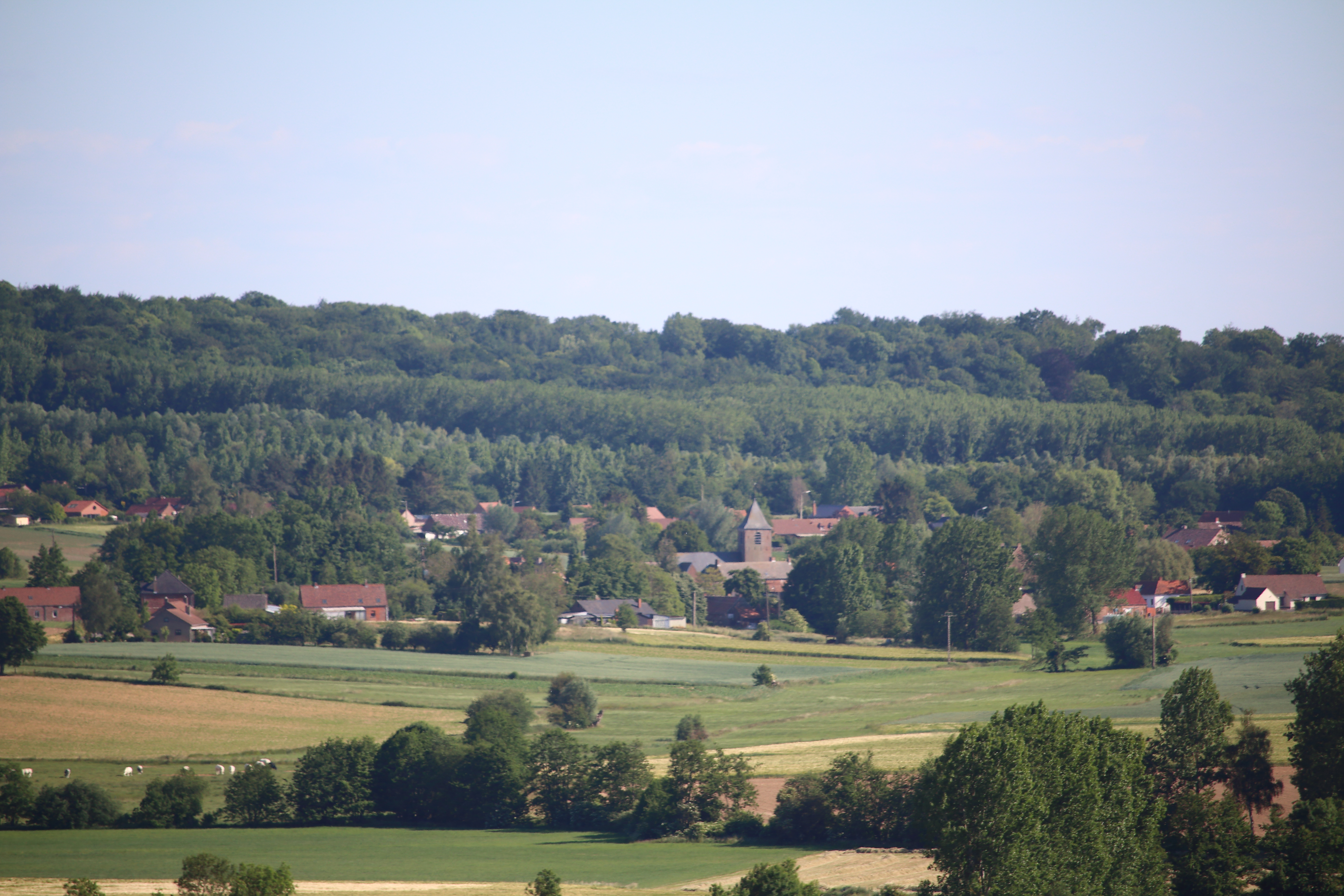
Zicht op het dorp Buissenal.

Buissenal is een dorp in de Belgische provincie Henegouwen, en een deelgemeente van de Waalse gemeente Frasnes-lez-Anvaing.
Buissenal was een zelfstandige gemeente, tot die bij de gemeentelijke herindeling van 1977 toegevoegd werd aan de gemeente Frasnes-lez-Anvaing.

## Bezienswaardigheden
- De Sint-Antonius Abtkerk (Église Saint-Antoine l'Ermite) is een gotisch bouwwerk uit het laatste kwart van de 16e eeuw. De toren, in baksteen en kalksteen, is uit het laatste derde deel van de 18e eeuw. De kerk heeft een 18e-eeuws hoofdaltaar met altaarstuk.
- De Calvariekapel (Chapelle du Dieu des Monts) is een open kapel uit 1793 met daarin een Calvarie.

## Natuur en landschap
Buissenal ligt in de bosrijke omgeving van het Pays des Collines. De hoogte bedraagt 53 meter maar de nabijgelegen heuvels gaan tot 138 meter.

## Demografische ontwikkeling
- Bronnen:NIS, Opm:1831 tot en met 1970=volkstellingen, 1976= inwoneraantal op 31 december

## Nabijgelegen kernen
Houtaing, Mainvault, Oeudeghien, Frasnes-lez-Buissenal